# Scheitenkorb

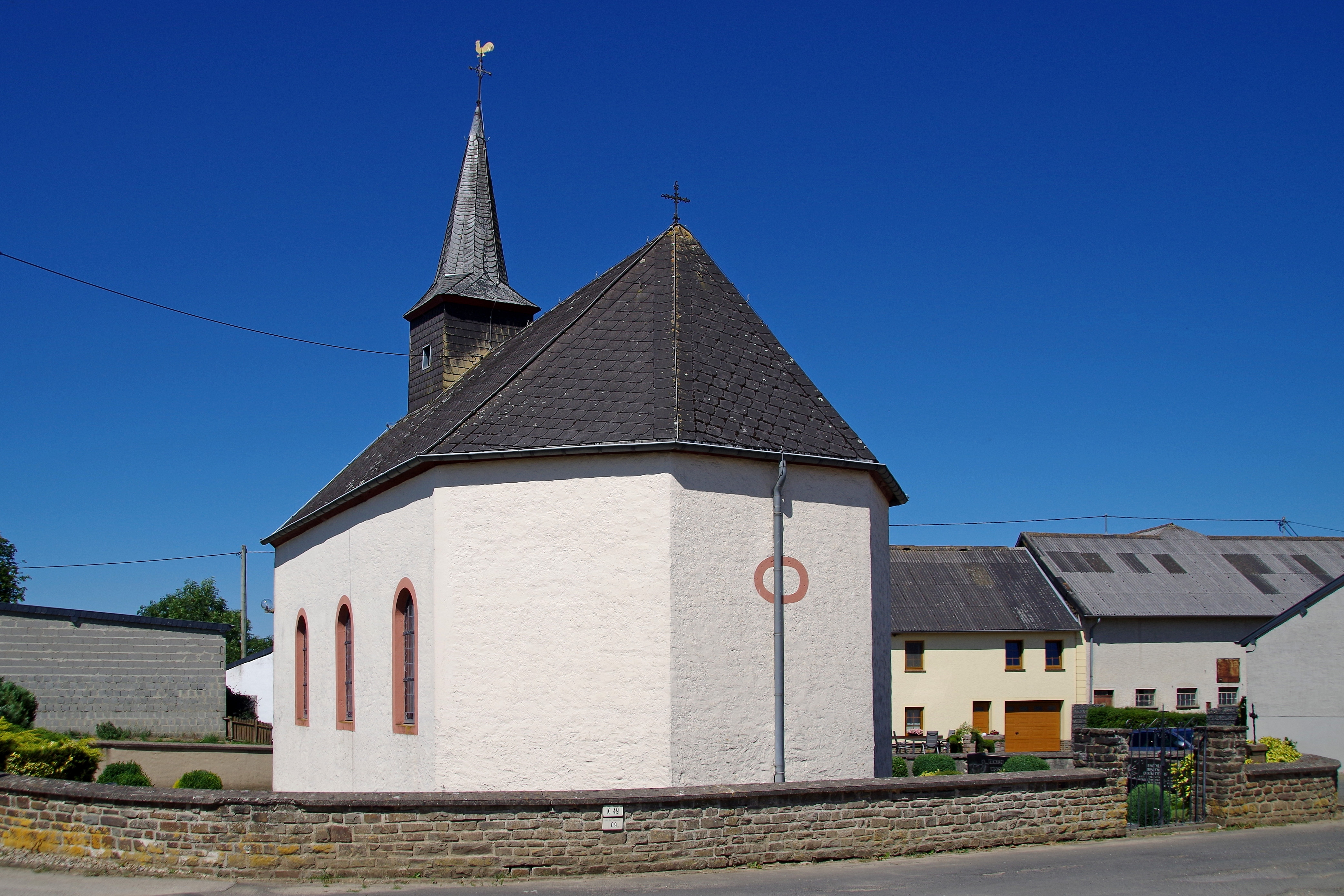
Kapelle St. Peter von Südosten

Scheitenkorb ist eine Ortsgemeinde im Eifelkreis Bitburg-Prüm in Rheinland-Pfalz. Sie gehört der Verbandsgemeinde Südeifel an.

## Geographische Lage
Scheitenkorb liegt im Naturpark Südeifel.
Nachbarorte von Scheitenkorb sind die Ortsgemeinden Karlshausen im Nordosten, Herbstmühle im Südosten, Rodershausen im Südwesten, Dauwelshausen im Westen und Sevenig bei Neuerburg im Nordwesten.

## Geschichte
Erstmals erwähnt wurde der Ort 1480 als Schytenkorff. Verwaltet wurde es von der benachbarten Meierei Karlshausen und gehörte damit zur luxemburgischen Grafschaft Vianden.
Mit der Annexion der Österreichischen Niederlande, zu denen Luxemburg und damit Scheitenkorb gehörte, durch französische Revolutionstruppen gehörte der Ort von 1795 bis 1814 zum französischen Wälderdepartement. Scheitenkorb war verwaltungsmäßig der Mairie Koxhausen im Kanton Neuerburg des Arrondissements Bitburg zugeordnet. 1815 wurde der Ort auf dem Wiener Kongress dem Königreich Preußen zugesprochen. Aus der Marie wurde von 1816 an die Bürgermeisterei Koxhausen, die dem Kreis Bitburg im Regierungsbezirk Trier angehörte, der von 1822 an zur neu gebildeten preußischen Rheinprovinz gehörte. Die Bürgermeisterei ging 1861 in die Bürgermeisterei Neuerburg-Land auf.
1857 erhielt der Ort eine eigene Kapelle, angeblich infolge eines Lotteriegewinns eines Scheitenkorber Bürgers, der für diesen Fall die Stiftung einer solchen Kapelle gelobt haben soll.
Nach dem Ersten Weltkrieg gehörte das Gebiet zum französischen Teil der Alliierten Rheinlandbesetzung. Nach dem Zweiten Weltkrieg wurde Scheitenkorb innerhalb der französischen Besatzungszone Teil des damals neu gebildeten Landes Rheinland-Pfalz.
Bevölkerungsentwicklung
Die Entwicklung der Einwohnerzahl von Scheitenkorb; die Werte von 1871 bis 1987 beruhen auf Volkszählungen:
| Jahr | Einwohner |
| ---- | --------- |
| 1815 | 32        |
| 1835 | 34        |
| 1871 | 57        |
| 1905 | 69        |
| 1939 | 63        |
| 1950 | 58        |
| 1961 | 47        |

| Jahr | Einwohner |
| ---- | --------- |
| 1970 | 46        |
| 1987 | 41        |
| 1997 | 34        |
| 2005 | 29        |
| 2011 | 41        |
| 2017 | 34        |
| 2023 | 29        |

## Politik

### Gemeinderat
Der Gemeinderat in Scheitenkorb besteht aus sechs Ratsmitgliedern, die bei der Kommunalwahl am 9. Juni 2024 in einer Mehrheitswahl gewählt wurden, und dem ehrenamtlichen Ortsbürgermeister als Vorsitzendem.

### Bürgermeister
Arnold Kotz ist Ortsbürgermeister von Scheitenkorb. Bei der Direktwahl am 26. Mai 2019 wurde er mit einem Stimmenanteil von 70,83 % für weitere fünf Jahre in seinem Amt bestätigt. Bei der Direktwahl am 9. Juni 2024 kandidierte Arnold Kotz als einziger Bewerber erneut und erhielt genau 50 % der Stimmen (12 Ja- und 12 Nein-Stimmen). Da die erforderliche Mehrheit der abgegebenen gültigen Stimmen nicht erreicht wurde, ist für den 8. September 2024 eine Wiederholungswahl angesetzt.

## Bauwerke
In der Denkmalliste des Landes Rheinland-Pfalz (Stand: 2024) werden folgende Kulturdenkmäler genannt:
- Katholische Filialkirche St. Peter, ein 1857 errichteter nachbarocker Saalbau mit Dachreiter
- Bildstock von 1891 an der Dorfstraße

Siehe auch: Liste der Kulturdenkmäler in Scheitenkorb

## Verkehr
Die Gemeinde wird von der Kreisstraße 49 an die Landesstraße 10 angebunden.